# Jacek Waltoś
Jacek Romuald Waltoś (ur. 5 grudnia 1938 w Chorzowie) – polski malarz, rzeźbiarz i grafik. 

## Życiorys
W latach 1957–1963 studiował w ASP w Krakowie; od 1979 pracownik Państwowej Wyższej Szkoły Sztuk Plastycznych w Poznaniu (od 1991 profesor); jeden z założycieli grupy „Wprost”. W swojej twórczości podejmuje wątki egzystencjalne, takie jak narodziny, miłość, samotność, śmierć (cykle Fedra według Racine’a 1971–1974, Płaszcz miłosiernego Samarytanina 1982–1983, Ofiarowanie 1992–1994); zajmuje się także krytyką artystyczną. W roku 1975 zorganizował głośną wystawę Romantyzm i romantyczność. 
W 2002 otrzymał Nagrodę im. Jana Cybisa.
Brat Stanisława.

## Odznaczenia
- Krzyż Kawalerski Orderu Odrodzenia Polski – 2005[2]